# Pseudocellus jarocho
Espèce
Pseudocellus jarocho est une espèce de ricinules de la famille des Ricinoididae.

## Distribution
Cette espèce est endémique du Veracruz au Mexique. Elle se rencontre vers Tlaquilpa.

## Description
Le mâle holotype mesure 5,15 mm et la femelle paratype 5,40 mm.

## Étymologie
Son nom d'espèce lui a été donné en référence aux Jarochos.

## Publication originale
- Valdez-Mondragón & Francke, 2011 : Four new species of the genus Pseudocellus (Arachnida: Ricinulei: Ricinoididae) from Mexico. Journal of Arachnology, vol. 39, no 3, p. 365-377 (texte intégral).